# Grumpy Cat
Grumpy Cat (ejtsd: grámpi ket, az angol kifejezés szó szerinti fordításban „zsémbes macska”), eredeti nevén Tardar Sauce (a tartar sauce, azaz a „tartármártás” szó elferdített alakja) (Morristown, Arizona, Amerikai Egyesült Államok, 2012. április 4. – 2019. május 14.) mogorva „arckifejezéséről” híressé vált nőstény házi macska és internetes híresség.
A macska pofája mindig lefelé hajlik a szája körül, és a rosszkedv látszatát erősíti, hogy fehér és világosszürke színű szőre fokozatosan sötétbarnává válik mindkét világoskék szeme körül, a homlokát pedig gyakran úgy tartja, mintha összevonná a szemöldökét. A cica füle fekete. Gazdája, az arizonai Tabatha Bundesen elmondta, hogy háziállata folyamatosan morcos arckifejezését törpenövés okozza.
A macska akkor kezdett el híressé válni, amikor 2012. szeptember 22-én Tabatha testvére, Bryan posztolt róla egy képet a Reddit nevű amerikai szórakoztató közösségi portálra. A fénykép az Imgur fotómegosztón 48 óra alatt egymilliós nézettséget ért el. Később a macska fényképe alá humoros és mogorva megjegyzések kerültek.
A mogorva macskás képek internetes mémként terjednek. A Facebookon a macska hivatalos oldala („The Official Grumpy Cat”) 2013-ig több mint egymillió lájkot kapott. 2013. május 30-án Grumpy Cat szerepelt a The Wall Street Journal címlapján. A mém sikerét jelzi, hogy az első két évben kb. 25 milliárd forintot keresett vele a macska a gazdájának.
Grumpy Cat 2019. május 14-én, hétévesen, húgyúti fertőzésben pusztult el otthonában, Tabatha karjai közt.

## Fordítás
- Ez a szócikk részben vagy egészben  a   Grumpy Cat című angol Wikipédia-szócikk fordításán alapul.  Az eredeti cikk szerkesztőit annak laptörténete sorolja fel. Ez a jelzés csupán a megfogalmazás eredetét és a szerzői jogokat jelzi, nem szolgál a cikkben szereplő információk forrásmegjelöléseként.